# Fernando Peralta
Fernando Peralta (ur. 16 grudnia 1979 w Lomas de Zamora) – argentyński szachista, arcymistrz od 2004 roku.

## Kariera szachowa
Jako junior trzykrotnie zdobył tytuł mistrza Argentyny (w klasyfikacji do lat 14, 18 i 20) oraz trzykrotnie mistrza państw panamerykańskich (w latach 1997, 1998 i 1999). W finale indywidualnych mistrzostw kraju zadebiutował w roku 2001, od razu zdobywając medal srebrny (w dogrywce o tytuł mistrza kraju przegrał z Rubénem Felgaerem). W 2006 zdobył drugi medal (złoty), zwyciężając w finale rozegranym w San Luis, natomiast w 2008 – trzeci (srebrny). W latach 2002–2008 trzykrotnie reprezentował swój kraj na szachowych olimpiadach.
Zwyciężył bądź podzielił I miejsca w międzynarodowych turniejach rozegranych m.in. w Guaymallen (2001), Punta del Este (2001), Castellar del Vallès (2003, 2004), Binissalem (2004), Andorze (2005), Las Palmas (2005), Atenach (2006, turniej Acropolis), Buenos Aires (2006), Sabadell (2007, wspólnie z Wiktorem Moskalenko), Deizisau (2009, turniej Neckar-Open , wspólnie z Arkadijem Naiditschem i Axelem Bachmannem) oraz Sabadell (2010, wspólnie z Antonem Kowalowem).
Najwyższy ranking w dotychczasowej karierze osiągnął 1 lutego 2013, z wynikiem 2632 punktów zajmował wówczas 1. miejsce wśród argentyńskich szachistów.